# Jackson Rathbone
Jackson Rathbone, född 14 december 1984, är en amerikansk skådespelare och musiker. Han är mest känd för sin roll som Jasper Hale Cullen i filmen Twilight. Han har även medverkat i OC, Beautiful People och Close to Home, och medverkade 2010 i filmen The Last Airbender. 

## Tidig karriär
Rathbone föddes i Singapore och har sedan dess rest jorden runt på grund av sin pappas jobb. När familjen slog sig ner i Texas började Jackson i en teatergrupp. Efter att ha gått ut skolan begav han sig till Los Angeles för att försöka bli skådespelare. Jackson jobbade med Disney 411 innan han erbjöds en huvudroll i Beautiful People. 
På fritiden gillar han att lyssna på musik och skriva egen, han är aktiv i bandet 100 Monkeys. Hans smeknamn är Jay. Han är 1,77 m lång. Hans födelsenamn är Monroe Jackson Rathbone.

## Filmografi i urval
| År   | Titel                                     | Roll                               | Övrigt |
| ---- | ----------------------------------------- | ---------------------------------- | ------ |
| 2005 | River's End                               | Jimmy                              | Film   |
| 2005 | Close to Home                             | Scott Fields                       | TV     |
| 2006 | Pray for Morning                          | Connor                             | Film   |
| 2006 | OC                                        | Justin                             | TV     |
| 2006 | Beautiful People                          | Nicholas Fiske                     | TV     |
| 2007 | The Valley of Light                       | Travis                             | Film   |
| 2007 | The War At Home                           | Dylan                              | TV     |
| 2007 | Big Stan                                  | Robbie the Hippie                  | Film   |
| 2008 | Senior Skip Day                           | Snippy                             | Film   |
| 2008 | Hurt                                      | Conrad Coltrane                    | Film   |
| 2008 | Twilight                                  | Jasper Hale Cullen (Född Whitlock) | Film   |
| 2009 | The Twilight Saga: New Moon               | Jasper Hale Cullen (Född Whitlock) | Film   |
| 2009 | Criminal minds                            | Adam                               | TV     |
| 2009 | DaZe: Vol. Too (sic) - NonSeNse           | Jehosefat                          |        |
| 2009 | The Last Airbender                        | Sokka                              |        |
| 2009 | S. Darko                                  | Jeremy                             | Film   |
| 2009 | Dread                                     | Stephen Grace                      | Film   |
| 2010 | The Twilight Saga: Eclipse                | Jasper Hale Cullen (född Whitlock) | Film   |
| 2010 | Dread                                     | Stephen Grace                      | Film   |
| 2010 | Lords of Chaos                            | Varg Vikernes                      | Film   |
| 2011 | The Twilight Saga: Breaking Dawn - Part 1 | Jasper Hale Cullen (född Whitlock) | Film   |
| 2012 | The Twilight Saga: Breaking Dawn - Part 2 | Jasper Hale Cullen (född Whitlock) | Film   |